# USS Proteus (AS-19)
USS Proteus (AS-19) – amerykański okręt-baza okrętów podwodnych. Łącznie w służbie był w latach 1944–1999. Trzeci okręt US Navy noszący tę nazwę.
Stępkę okrętu położono w stoczni Moore Shipbuilding and Dry Dock Company w Oakland 15 września 1941. Został zwodowany 12 listopada 1942, matką chrzestną była żona Charlesa M. Cooke`a Jr. Wszedł do służby 31 stycznia 1944, pierwszym dowódcą został Capt. Robert W. Berry.

## Służba

### 1944–1959
Po dziewiczym rejsie w rejonie San Diego okręt wyszedł 19 marca z San Francisco w kierunku Midway by być bazą dla 20 Eskadry Okrętów Podwodnych. Do celu dotarł 3 maja i operował tam do 1 grudnia. W tym czasie przeprowadził 51 napraw i 14 przeglądów okrętów podwodnych. Wrócił do Pearl Harbor 4 grudnia. 5 lutego wyszedł w rejs na Guam, gdzie przeprowadził 4 remonty i 24 przeglądy do 7 kwietnia.
Przydzielony do służby okupacyjnej po zakończeniu wojny „Proteus” spotkał się z jednostkami amerykańskiej 3 Floty i został okrętem flagowym składającej się z 26 jednostek grupy wsparcia, która opuściła Honsiu przed 26 sierpnia. 28 sierpnia zakotwiczył w Sagami Wan by rozpocząć wspieranie 20 Eskadry Okrętów Podwodnych w czasie demilitaryzacji japońskich okrętów podwodnych, żywych torped i jednostek samobójczych w Yokosuce i innych miejscach w rejonie Sagami Wan, w Zatoce Tokijskiej, które poddały się uprzednio. Przyszli aktorzy Tony Curtis – który naprawdę nazywał się Bernard Schwartz – oraz Larry Storch znajdowali się na pokładzie okrętu w Zatoce Tokijskiej w sierpniu i wrześniu 1945 roku i byli obserwatorami podpisywania kapitulacji na pokładzie pancernika „Missouri”.
Do 1 listopada okręt był przydzielony do napraw japońskich okrętów podwodnych, po czym popłynął w drogę powrotną do Stanów Zjednoczonych.

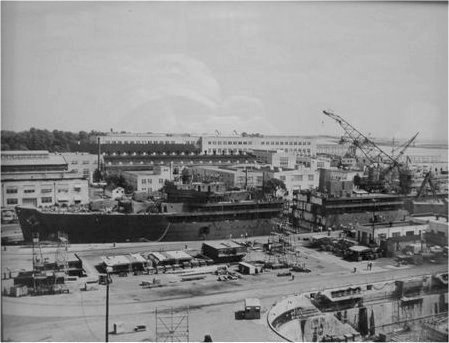
USS „Proteus” w czasie wydłużania w Charleston w 1959

Po przejściu 6 grudnia Kanału Panamskiego, 16 grudnia dotarł do New London. Podróż w rejon Strefy Kanału Panamskiego poprzedziła operacje na zimnych wodach w pobliżu NS Argentia. W listopadzie działał tam wraz z 8 Eskadrą Okrętów Podwodnych (Subron 8). Następnie wrócił do New London. Tam został wycofany ze służby i przeniesiony do rezerwy, jednakże od 26 września 1947 roku aż do stycznia 1959 roku wykorzystywano go w bazie okrętów podwodnych w New London, po czym 15 stycznia wszedł do Charleston Naval Shipyard w celu przebudowy na okręt-bazę okrętów podwodnych Polaris. W ramach przebudowy przedłożono jego śródokręcie o 44 stopy (13,41 m).

### 1960–1992
"Proteus" oficjalnie powrócił do czynnej służby 8 lipca 1960 i po rejsie odbiorczym w rejonie bazy w Guantanamo, pomiędzy 20 stycznia a 21 lutego w bazie New London przeprowadził swój pierwszy przegląd okrętu balistycznego (SSBN). Następnie wypłynął do bazy Holy Loch Refit Site 1 w Szkocji, gdzie dotarł 3 marca 1961, zapoczątkowując tym samym działalność tej wysuniętej bazy strategicznych okrętów podwodnych. W ciągu następnych dwóch lat przeprowadził 38 przeglądów okrętów SSBN, za co został odznaczony Navy Unit Commendation. Wrócił do Charleston na przegląd w 1963. 2 stycznia 1964 wznowił operacje w Holy Loch. Wspierał działania i prowadził przeglądy okrętów należących do 14 Eskadry Okrętów Podwodnych (Subron 14).

24 lutego „Proteus” dotarł do bazy Rota, gdzie rozpoczął działanie drugiego punktu zaopatrzenia dla okrętów SSBN, po czym 12 kwietnia powrócił do Holy Loch. 29 czerwca zawinął do Charleston, a 16 października rozpoczął rejs do bazy Guam (Apra Harbor), gdzie dotarł 29 listopada. W tym porcie ustanowił trzeci punkt zaopatrzenia dla amerykańskich okrętów Polaris, gdzie prowadziła działalność przez kolejne siedem lat. Po pięciomiesięcznej przerwie na remont w 1968 roku (zastępowany w tym czasie w obsłudze okrętów podwodnych przez USS „Hunley” (AS-31)), dział na rzecz okrętów tej klasy przez następne 7 lat.

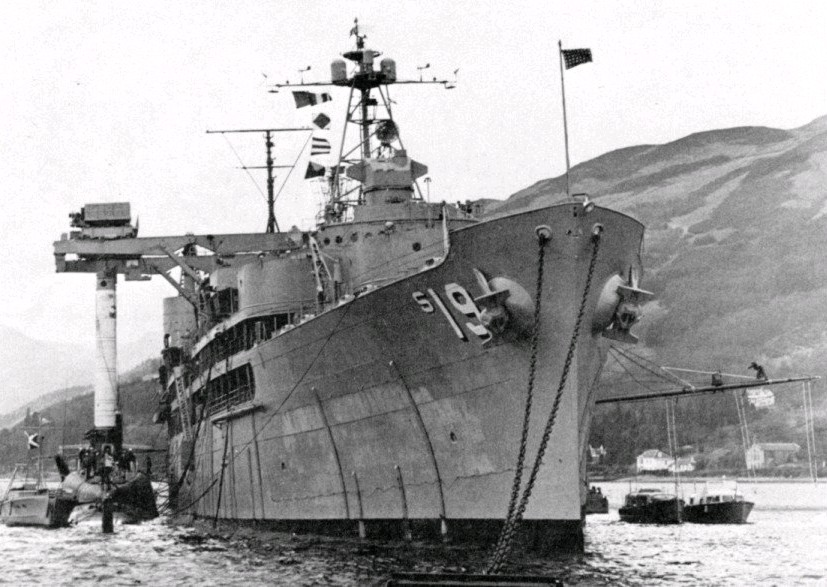
„Patrick Henry” (SSBN-599) w Holy Loch,
w trakcie zaopatrywania przez „Proteusa” w pocisk balistyczny Polaris A-1.

W 1971, po krótkim pobycie w Pearl Harbor, „Proteus” udał się do Mare Island na duży planowy remont połączony z gruntowną modernizacją układu napędowego. Wypadek z kotłem zmusił go jednak do pozostania w porcie Fort Island na Hawajach na dwa miesiące, następnie przeprowadził rejs odbiorczy w rejonie Pearl Harbor i po odpoczynku w Sydney "Proteus" wrócił do Apra Harbor na kolejną turę służbową zastępując „Hunleya”.

#### Operacja Nowe Życie
Proces wymiany z „Hunleyem” zakończył się w połowie stycznia 1973 i „Proteus” wznowił swoje działania. W 1974 personel SRF z Guam usunął pozostałe na pokładzie jednostki działa kal. 127 mm wraz z amunicją, które były zbędne do wykonywanych obecnie działań. Na pokładzie zostały jedynie cztery stanowiska dział kal. 20 mm jako środek samoobrony. Po upadku Sajgonu w 1975 roku, tysiące Wietnamczyków uciekło ze swojego kraju – około 100 tysiącom z nich udało się dotrzeć na Guam. Podjęto w związku z tym zakrojoną na szeroką skalę operację humanitarną pod kryptonimem „Nowe Życie”. Każdy zdrowy członek załogi, który nie był niezbędny na pokładzie został zaangażowany do pomocy przy budowie obozów dla napływającej fali uchodźców. Jako część tego wysiłku, ponad 1000 członków załogi statku pracowało wraz z oddziałami inżynieryjnymi marynarki przy wznoszeniu obozu dla uchodźców Tent City w Orote Point na wyspie Guam. Na pokładzie została tylko załoga szkieletowa złożona z wybranych ludzi, mająca na celu zapewnienie bezpieczeństwa okrętowi i udzielanie niezbędnej pomocy okrętom podwodnym w sytuacjach awaryjnych. Przez ten tydzień „Proteus” był jednak niezdolny do normalnej służby. W uznaniu położonych w operacji zasług, w 1975 roku sekretarz marynarki odznaczył jednostkę jej drugim Meritorious Unit Commendation. Jako pierwszego odznaczonego, wyróżniono go także ustanowionym w styczniu 1975 roku Navy Humanitarian Service Medal (Medal Marynarki za Służbę Humanitarną), ustanowionym w styczniu 1975 roku dekretem prezydenta Stanów Zjednoczonych, za operacje humanitarne po 1 kwietnia 1975 roku.
W 1976 „Proteus” został odznaczony trzecią z rzędu nagrodą Engineering E i drugim Humanitarian Medal za działanie podjęte przy usuwaniu skutków tajfunu Pamela. W 1978 roku otrzymał także Battle Efficiency E. W tym samym roku, zamiast oczekiwanego wykreślenia ze stanu floty, „Proteus” został odesłany na remont do Long Beach Naval Shipyard. „Proteus” został wycofany ponownie ze służby dopiero we wrześniu 1992 i wkrótce później został skreślony z rejestru jednostek marynarki.

### 1994–2007
W 1994 "Proteus" został ponownie przywrócony do służby jako pomocnicze miejsce postoju okrętów w Puget Sound Naval Shipyard. W tym czasie statek otrzymał nowe oznaczenie – IX-518.
W grudniu 1999 okręt został wycofany ze służby i odstawiony do rezerwy w Suisun Bay, w Kalifornii. W drugiej połowie 2007 został odholowany do firmy Esco Marine w Teksasie celem złomowania. Proces ten został zakończony w 2008.

## Nagrody, odznaczenia iCampaign Ribbons
- Navy Unit Commendation – Navy Meritorious Unit Commendation (2) – Navy Battle "E" Ribbon (4)
- Medal Kampanii Amerykańskiej – Asiatic-Pacific Campaign Medal – World War II Victory Medal
- Medal Służby Okupacyjnej Marynarki Wojennej (z okuciem Asia) – National Defense Service Medal – Humanitarian Service Medal (2)